# Cleisomeria lanatum
Cleisomeria lanatum är en orkidéart som först beskrevs av John Lindley, och fick sitt nu gällande namn av John Lindley och George Don jr. Cleisomeria lanatum ingår i släktet Cleisomeria och familjen orkidéer. Inga underarter finns listade i Catalogue of Life.

## Bildgalleri

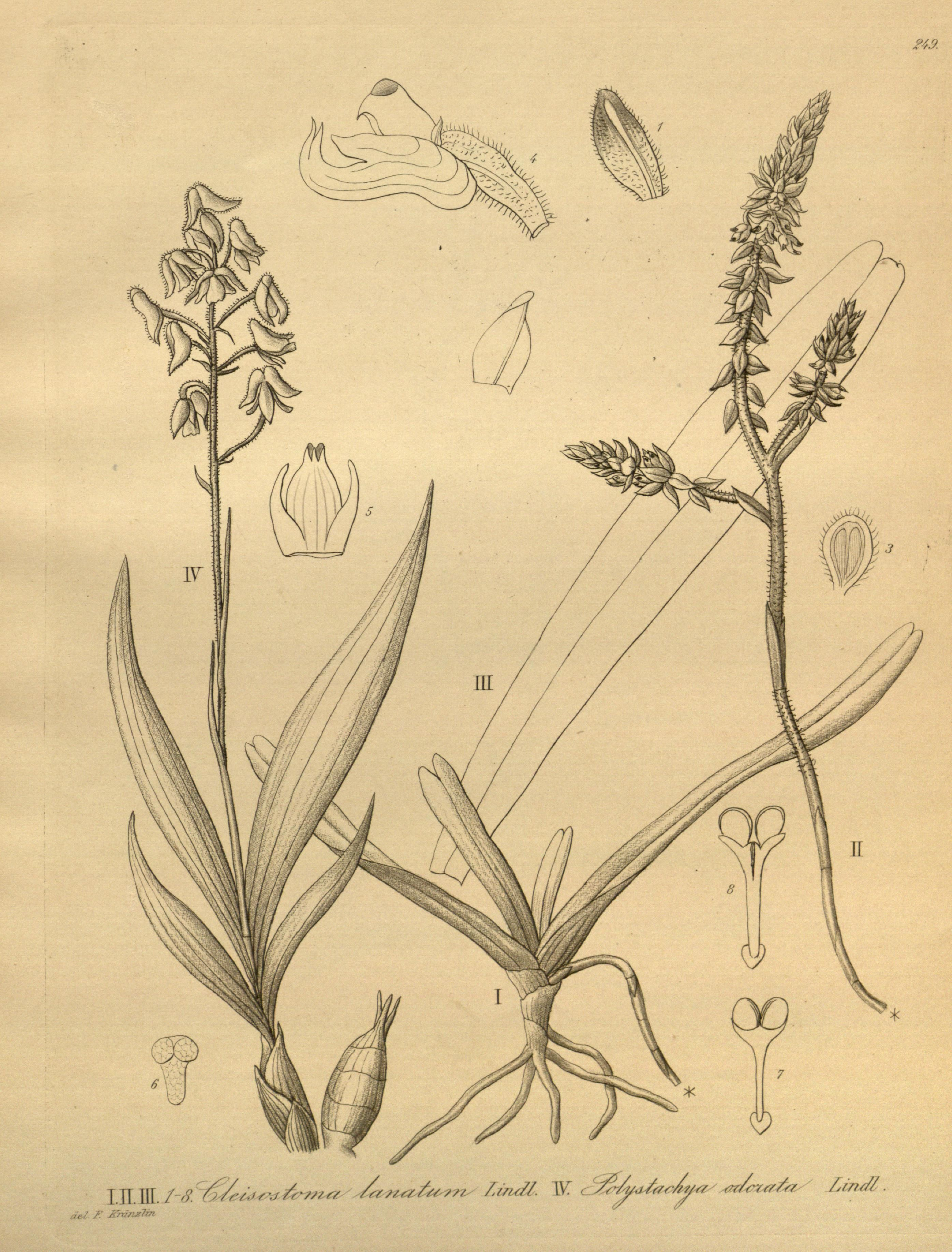